# 那不勒斯 (北卡羅萊納州)
那不勒斯（英語：Naples）是位於美國北卡羅萊納州亨德森縣的非建制地區。

## 歷史
那不勒斯的郵局自1901年營運至今。

## 地理
那不勒斯所處的海拔為高於海平面635米（即2083英呎），而該地所採用的時區為UTC-5，即北美东部时区（EST）。同時該地設有夏令時間，為UTC-5調快一小時，即UTC-4（EDT）。